# Двигатель Toyota JZ
Двигатели Toyota серии JZ — автомобильные бензиновые рядные шестицилиндровые двигатели производства Toyota, пришедшие на смену двигателям M. Все двигатели серии имеют газораспределительный механизм DOHC с 4 клапанами на цилиндр, рабочий объём — 2,5 и 3 литра. Двигатели рассчитаны на продольное размещение для использования с заднеприводной или полноприводной трансмиссией. Выпускались с 1990 по 2007 год. Преемником стала линейка V6-двигателей GR.
Согласно системе маркировки Toyota, обозначение двигателей Toyota JZ расшифровывается следующим образом: первая цифра обозначает поколение (1 — первое поколение, 2 — второе поколение), буквы за цифрой JZ — код двигателя, оставшиеся буквы — исполнение (G — механизм газораспределения DOHC с широкими «производительными» фазами, T — турбонаддув, E — впрыск топлива с электронным управлением).

## 1JZ
Двигатель 1JZ имеет объём 2,5 л (2492 см3). Производился с 1990 по 2007 год (в последний раз устанавливался на универсал Mark II BLIT и Crown Athlete). Диаметр цилиндра 86 мм, а ход поршня — 71,5 мм. Газораспределительный механизм включал 24 клапана и два распредвала с ременным приводом.

### 1JZ-GE
Первые атмосферные (1990—1995) двигатели 1JZ-GE выдавали мощность 180 л. с. (125 кВт; 168 bhp) при 6000 об/мин и крутящий момент 235 Н⋅м при 4800 об/мин. После 1995 года 1JZ-GE выдавали мощность 200 л. с. (147 кВт; 197 bhp) при 6000 об/мин и крутящий момент 251 Н⋅м при 4000 об/мин. Степень сжатия — 10:1.
Первое поколение (до 1996 г.) имело трамблёрное зажигание, второе — катушечное (одна катушка на две свечи зажигания). Кроме того, второе поколение было оснащено системой изменения фаз газораспределения VVT-i, что позволило сгладить кривую крутящего момента и увеличить мощность на 20 л. с. Как и все двигатели JZ, 1JZ-GE имел продольное расположение на заднеприводных автомобилях. Двигатель в стандарте агрегировался с 4-ступенчатой автоматической коробкой А340E. Как и в остальных двигателях серии, механизм ГРМ приводится ремнём, двигатель также имел только один приводной ремень для навесного оборудования.
Характеристики 1JZ:
Производство: Tahara Plant
Марка двигателя: Toyota 1JZ
Годы выпуска: 1990—2007
Материал блока цилиндров: чугун
Система питания: инжектор
Тип: рядный
Количество цилиндров: 6
Клапанов на цилиндр: 4
Ход поршня, мм: 71,5
Диаметр цилиндра, мм: 86
Степень сжатия: 8,5; 9; 10; 10,5; 11
Объём двигателя, куб. см: 2492
Мощность двигателя, л. с./об. мин: 180/6000; 200/6000; 280/6200; 280/6200
Крутящий момент, Н⋅м/об. мин: 235/4800; 251/4000; 363/4800; 379/2400
Топливо: бензин, октановое число 98
Экологические нормы: ~Евро 2—3
Вес двигателя, кг: 207—230
Расход  топлива, л/100 км (для Supra III)
• город: 15
• трасса: 9,8
• смешанный цикл: 12,5
Расход масла, гр./1000 км: до 1000
Моторное масло: 0W-30; 5W-20; 5W-30; 10W-30
Количество масла в двигателе, л: 4,8
Интервал замены масла, км: 10000
Рабочая температура двигателя, град.: 90
Данный двигатель устанавливался на следующие автомобили:
- Toyota Mark II / Chaser / Cresta
- Toyota Mark II Blit
- Toyota Progres
- Toyota Crown / Crown Majesta
- Toyota Verossa
- Toyota Aristo

### 1JZ-GTE

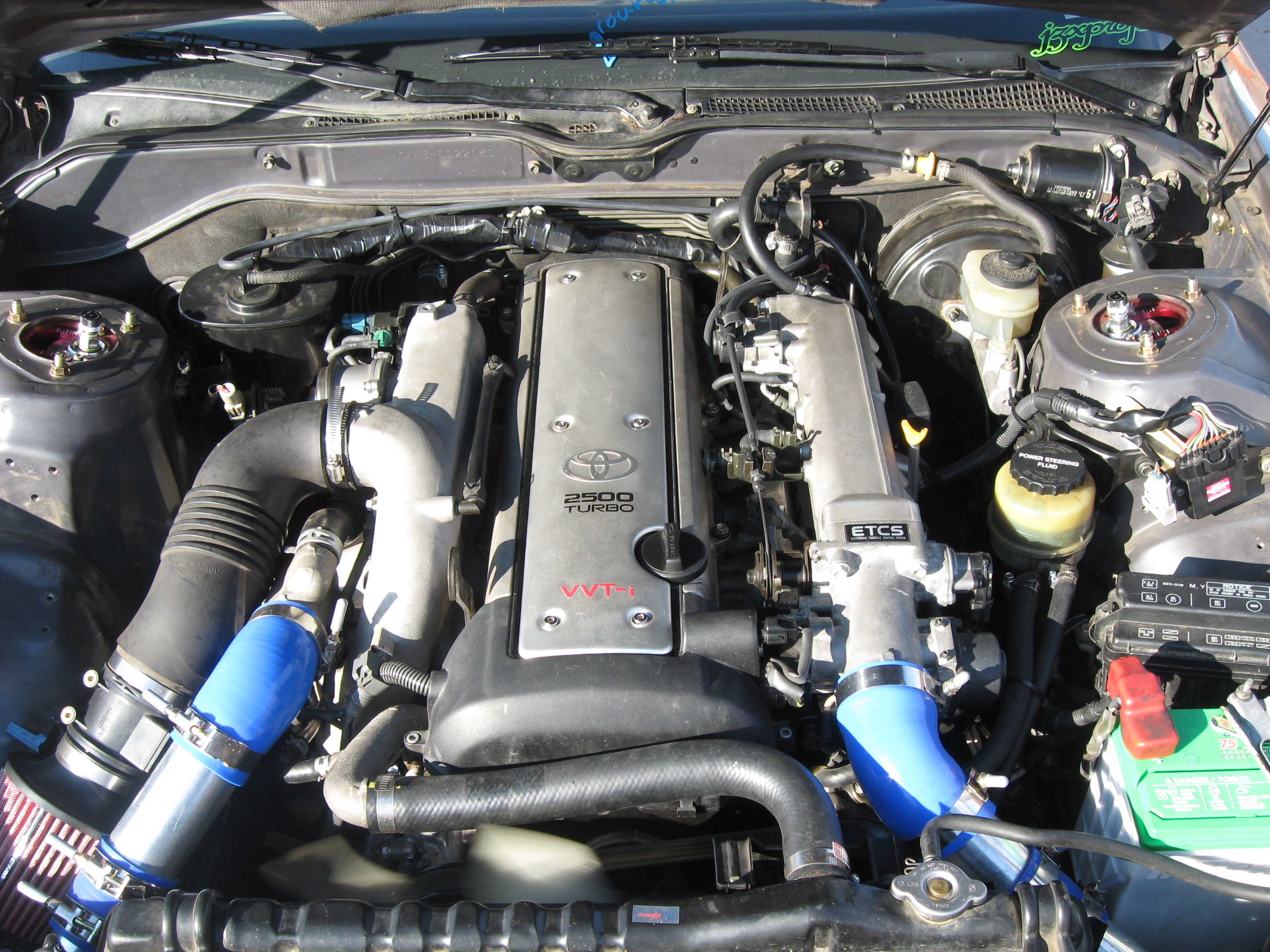
Третье поколение 1JZ-GTE VVTi, установленный в Toyota Cressida MX83, 1989 года

Первое поколение 1JZ-GTE оборудовалось двумя турбинами CT12A (twinturbo/твинтурбо), расположенными параллельно, и смонтированным под крылом интеркулером, поэтому при степени сжатия 8,5:1 заводской двигатель выдавал мощность 280 л. с. (210 кВт) при 6200 об./мин и крутящий момент 363 Н⋅м при 4800 об./мин соответственно. Диаметр цилиндра и ход поршня были такими же, как и у 1JZ-GE: 86×71,5 мм. На некоторых частях двигателя, например, на кожухе ремня ГРМ, был логотип Yamaha, что говорит об их участии в разработке конструкции головки блока цилиндров. В 1991 году 1JZ-GTE устанавливали на полностью обновлённый Soarer GT.
Производство двигателей второго поколения началось в 1996 году. Двигатель получил систему VVT-i, увеличенную степень сжатия (9,1:1) и одну турбину CT15B большего размера. Также появились новые прокладки клапанов с покрытием нитрида титана для меньшего трения кулачков распределительных валов. Эти изменения сгладили кривую крутящего момента и сильно сместили вниз обороты его максимума, а также снизили расход топлива.
1JZ-GTE агрегировался с 4-ступенчатой автоматической (A340/A341) или 5-ступенчатой механической коробкой передач (R154).
Данный двигатель устанавливался на следующие автомобили:
- Toyota Mark II / Chaser / Cresta
- Toyota Mark II Blit
- Toyota Soarer
- Toyota Supra
- Toyota Verossa
- Toyota Crown

### 1JZ-FSE
В 2000 году появился двигатель 1JZ-FSE с непосредственным впрыском топлива D4 для более высокой экологичности и топливной экономичности без потерь мощности относительно базового мотора. В 1JZ-FSE, как и в обычном 1JZ-GE, применялся тот же блок. Головка блока такая же, впускная система спроектирована таким образом, чтобы при определённых условиях двигатель работал на сильно обеднённой смеси от 20 до 40:1, в связи с чем расход топлива снижался на 20 %, мощность составляла 196 л. с., а крутящий момент — 250 Н·м.

## 2JZ-GE
Выпуск начался в 1991 году, рабочий объём увеличен до 3 литров. Диаметр цилиндров и ход поршня образуют квадрат двигателя и составляют 86 мм. На первых версиях на него устанавливался обычный газораспределительный механизм схемы DOHC с четырьмя клапанами на цилиндр. Двигатель развивает мощность 200 л. с. при 5800—6000 оборотах в минуту и крутящий момент 298 Н·м при 4800 оборотах в минуту. Во втором поколении двигатель приобрёл систему изменения фаз газораспределения VVT-i и систему зажигания DIS с одной катушкой на пару цилиндров. Мощность возросла до 220 л. с. при 5800—6000 оборотах в минуту.
Данный двигатель устанавливался на следующие автомобили:
- Toyota Altezza / Lexus IS 300
- Toyota Aristo / Lexus GS 300
- Toyota Crown / Crown Majesta
- Toyota Mark II / Chaser / Cresta
- Toyota Progres
- Toyota Origin
- Toyota Soarer / Lexus SC 300
- Toyota Supra[10]

## 2JZ-GTE

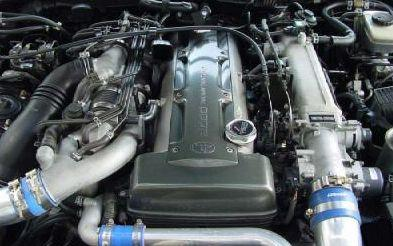
2JZ-GTE под капотом Toyota Supra JZA80

Производился с 1991-го по 2002 год исключительно в Японии. Это версия 2JZ-GTE с турбонаддувом, выдававшая с завода мощность 280 л. с. при 5600 оборотах в минуту и крутящий момент 435 Н·м.
После модернизации в 1997 году двигатель получил систему VVT-i. Крутящий момент увеличился до 451 Н·м. Японским законодательством мощность двигателя была ограничена теми же 280 л. с. для внутреннего рынка, хотя, согласно документации Toyota, на североамериканском и европейском рынках мощность двигателя 2JZ-GTE VVT-i достигала 321 л. с.
Это был ответ на двигатель Nissan RB26DETT и его усовершенствованную версию RB26DETT N1, разработанную подразделением Nismo, который добился успеха в ряде чемпионатов, таких как FIA и N Touring Car.
Двигатель компоновался двумя коробками передач: автоматической для комфортной езды и механической для «спортивной» езды.
- АКПП: 4-ступенчатая Toyota A341E
- МКПП: 6-ступенчатая Toyota V160 и V161, разработанная совместно с Getrag.

Двигатель устанавливался на автомобили:
- Toyota Aristo
- Toyota Supra